# Heinrich Hax
Heinrich-Georg "Heinz" Hax, född 24 januari 1900 i Berlin, död 1 september 1969 i Koblenz, var en tysk sportskytt och femkampare.
Hax blev olympisk silvermedaljör i pistol vid sommarspelen 1932 i Los Angeles.